# Михайловка (Дубёнский район)
Михайловка — исчезнувший посёлок в Дубёнском районе Мордовии. Входил в состав Поводимовского сельского поселения. Упразднён в 2008 году.

## География
Располагался на левом берегу реки Чеберчинка, в 4 км к северо-востоку от села Поводимово.

## История
Основан в начале 1920-х годов переселенцами из села Чиндяново. В 1931 году посёлок состоял из 9 дворов и входил в состав антоновского сельсовета.

## Население
| 2002 | 2010 |
| ---- | ---- |
| 5    | ↘0   |

Национальный состав
Согласно результатам Всероссийской переписи населения 2002 года, в национальной структуре населения мордва-эрзя составляли 100 %.